# Rosj Hasjana

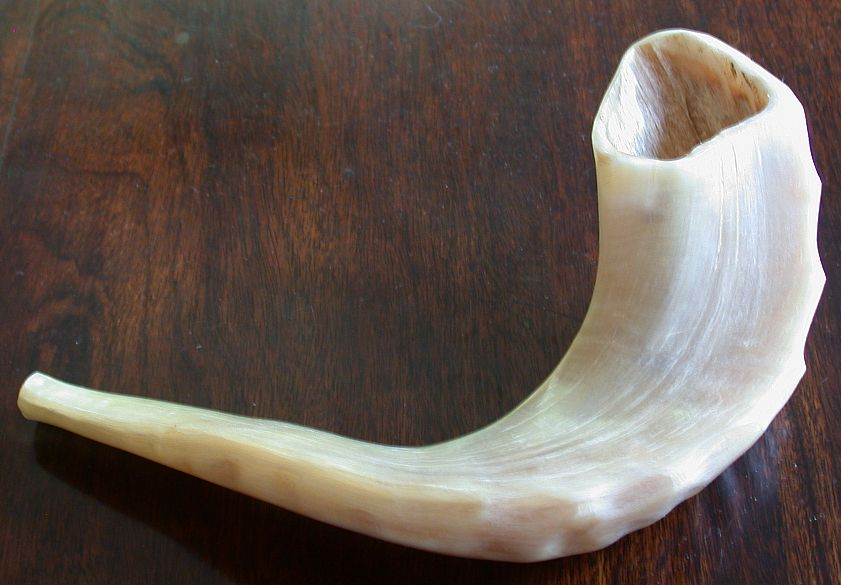
Sjofar

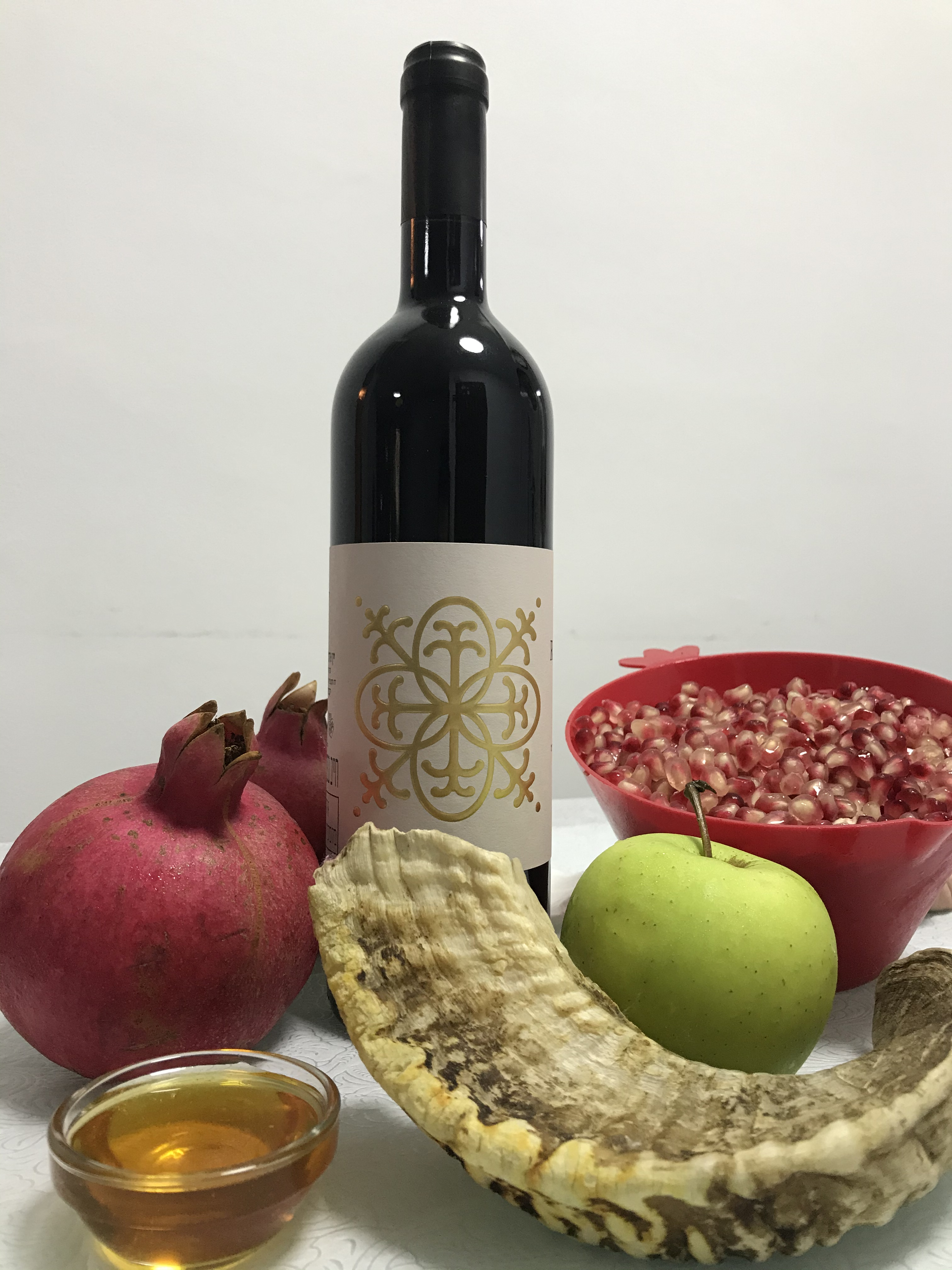
Traditionele gerechten: appels, honing, granaatappels, wijn voor kidoesj

Rosj Hasjana of Rosj haSjana (Hebreeuws: ראש השנה — 'hoofd van het jaar') is het Joodse Nieuwjaar. De dag waarop Rosj Hasjana valt, heet ook Jom Hasjofar, letterlijk de 'dag van de sjofar', een instrument gemaakt van een ramshoorn. In het Nederlands weergegeven als de 'dag van de bazuin', hoewel de bazuin een ander instrument is dan de sjofar.

## Beschrijving
Rosj Hasjana is ingesteld in Wajikra (Leviticus) 23:24 en Bemidbar (Numeri) 29:1, maar de term Rosj Hasjana wordt pas gebruikt in Jechezkel (Ezechiël) 40:1.. Het valt op de eerste twee dagen van tisjri, de eerste maand van de joodse kalender.

## Dienst in de synagoge
De dienst in de synagoge op Rosj Hasjana is zeer lang, gemiddeld 4,5 uur. De synagoge is in het wit aangekleed. Voor de ark, waarin de thorarollen zijn opgeborgen, hangt een wit gordijn, de rollen zelf zijn ook omhuld door witte mantels en de chazan en anderen betrokken bij de dienst hebben een wit linnen kleed aan, gelijk aan het doodskleed dat gebruikt wordt bij een joodse begrafenis. Het wit is symbool voor de volledige overgave aan God.
Diverse gebeden op deze dienst zijn speciaal voor Rosj Hasjana. Op Rosj Hasjana en Jom Kipoer wordt in de synagogeliturgie onder andere het Avinoe Malkenoe toegevoegd, een indringend gebed om vergeving van begane fouten. De Thorateksten die gelezen worden gaan in op het ingrijpen van God in het leven van mensen, zoals de ingrepen die God deed in het leven van aartsvader Abraham.

Op beide dagen van Rosj Hasjana wordt in de synagoge honderdmaal op de sjofar geblazen. Dat gebeurt in een aantal gedeeltes. De eerste dertig keer na de Thoralezing. Tijdens het moesafgebed wordt ook op de sjofar geblazen. Halverwege en aan het eind van de dienst wordt ook nog dertig keer de sjofar ten gehore gebracht. De laatste toon wordt zo lang mogelijk aangehouden, om te denken aan de komende dagen van inkeer. 

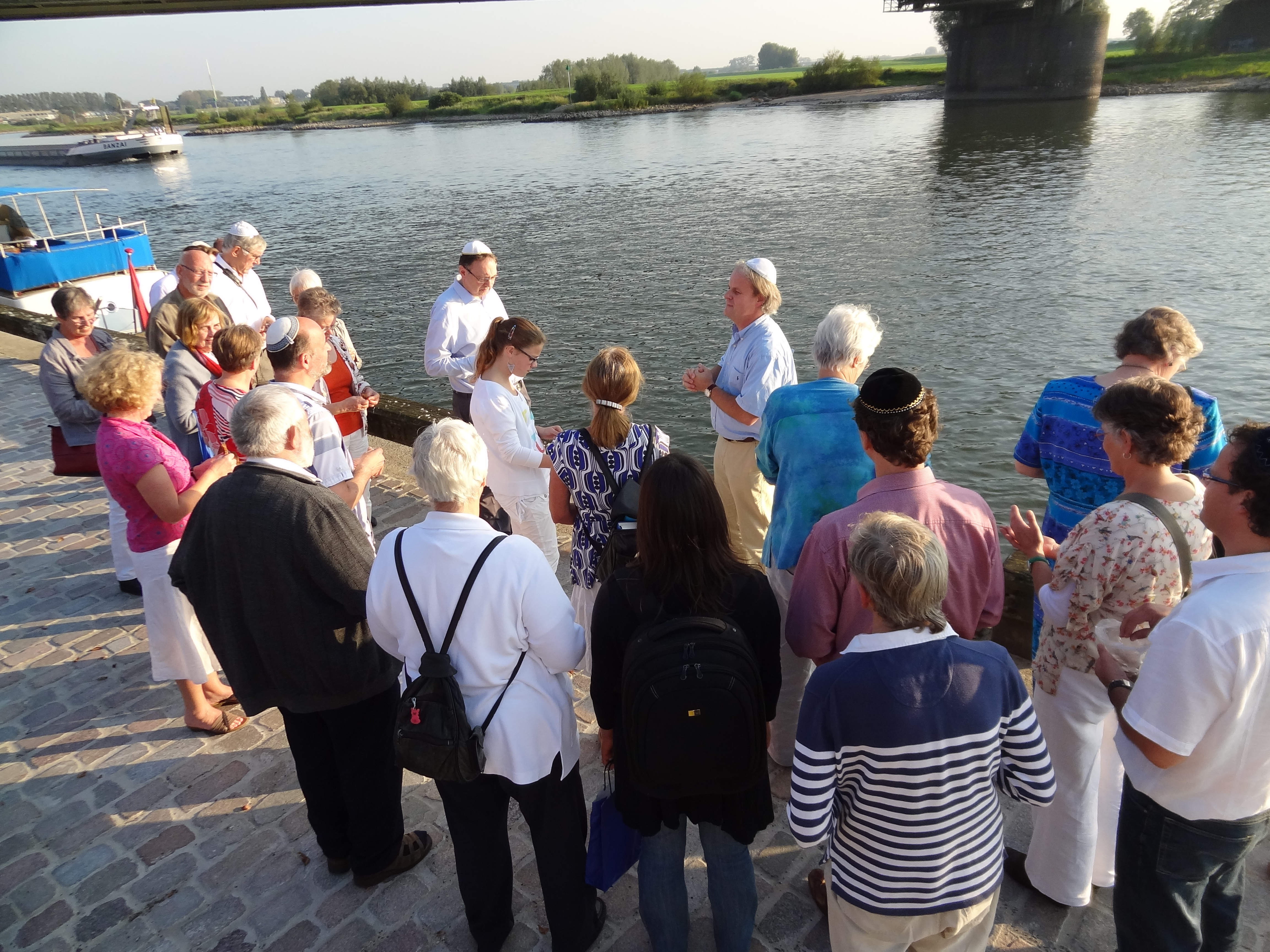
Het eeuwenoude tasjliechritueel bij de joodse gemeente Beth Shoshanna in Deventer, aan de rivier de IJssel

De laatste toon van de sjofar luidt namelijk de Aseret Jemei Tesjoeva ('tien dagen van inkeer') in, een periode van inkeer (tesjoeva) tussen Rosj Hasjana en Jom Kippoer, waarin wordt verwacht dat slechte daden tegenover andere personen en God worden bijgesteld en verzoend (voor zover dit niet al is gebeurd). In die periode moet een jood dus vergiffenis vragen aan zijn of haar medemens, als hij fouten heeft begaan. Tijdens deze periode worden enkele speciale gebeden toegevoegd aan de dagelijkse gebedsdiensten. De tien dagen eindigen met Jom Kipoer (Grote Verzoendag) waarop de verzoening met God wordt voltooid. Op Jom Kippoer komt de joodse mens tegenover God te staan.

## Activiteiten na de sjoel
Als symbool voor een goed jaar worden zoete dingen gegeten. Traditioneel worden stukjes appel met honing gegeten, waarbij de aanwezigen elkaar een 'oma e toemba', 'een goed en zoet jaar' (als de appel met honing) toewensen, of simpelweg shana tova ('goed jaar'). Er worden ook per post kaarten verstuurd met deze gelukswens. In verband met de dagen van inkeer zegt met daarom voor Rosj Hasjana ook vaak gemar chatima/chasima tova (dat je mag tekenen voor een goed jaar). Deze wens kan men gebruiken tot en met het einde van Jom Kipoer.
Verder is het een gebruik bij orthodoxe joden op de middag van Rosj Hasjana tasjliech uit te voeren. Men gaat hiervoor naar stromend water, met liefst levende vissen erin, en werpt hier vanuit de zakken van de kleding broodkruimels in onder het opzeggen van een gebed. Tasjliech betekent letterlijk wegwerpen en staat symbool voor het zich ontdoen van slechte dingen, zonden en slechte gedachten.

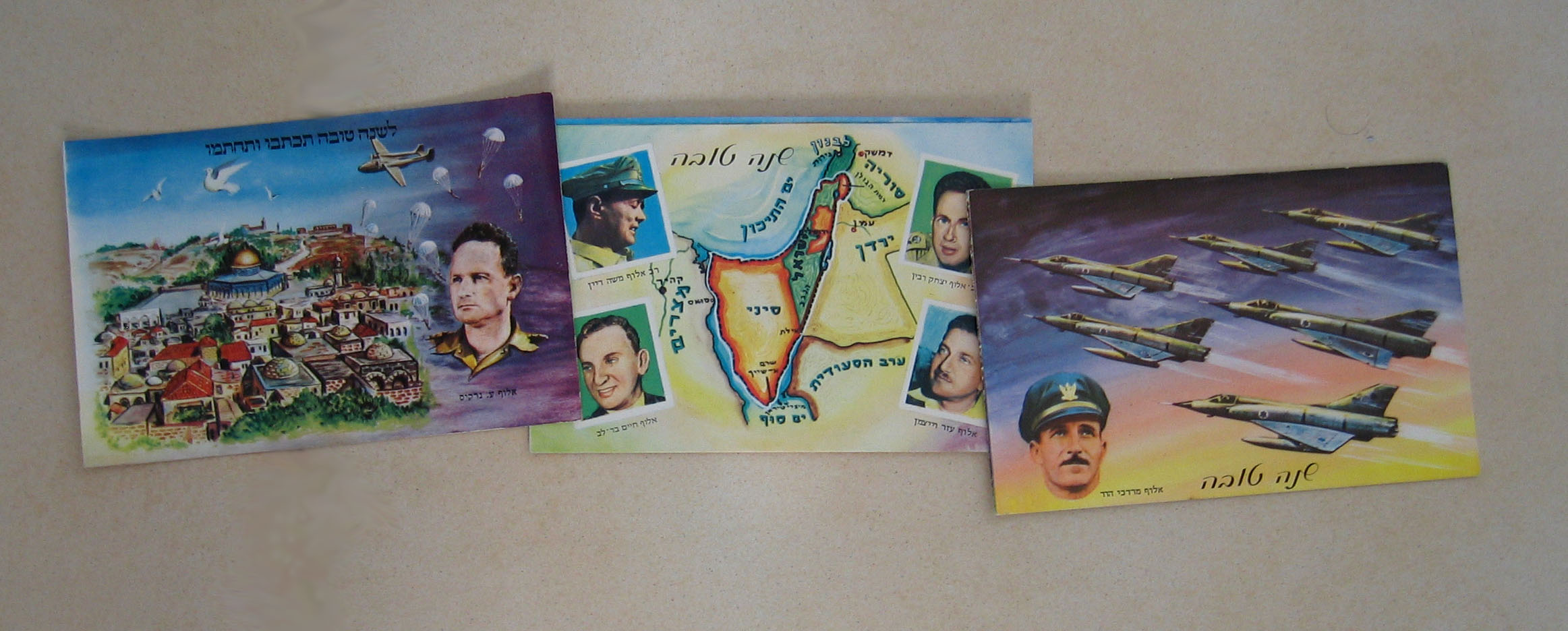
Rosj Hasjanakaarten
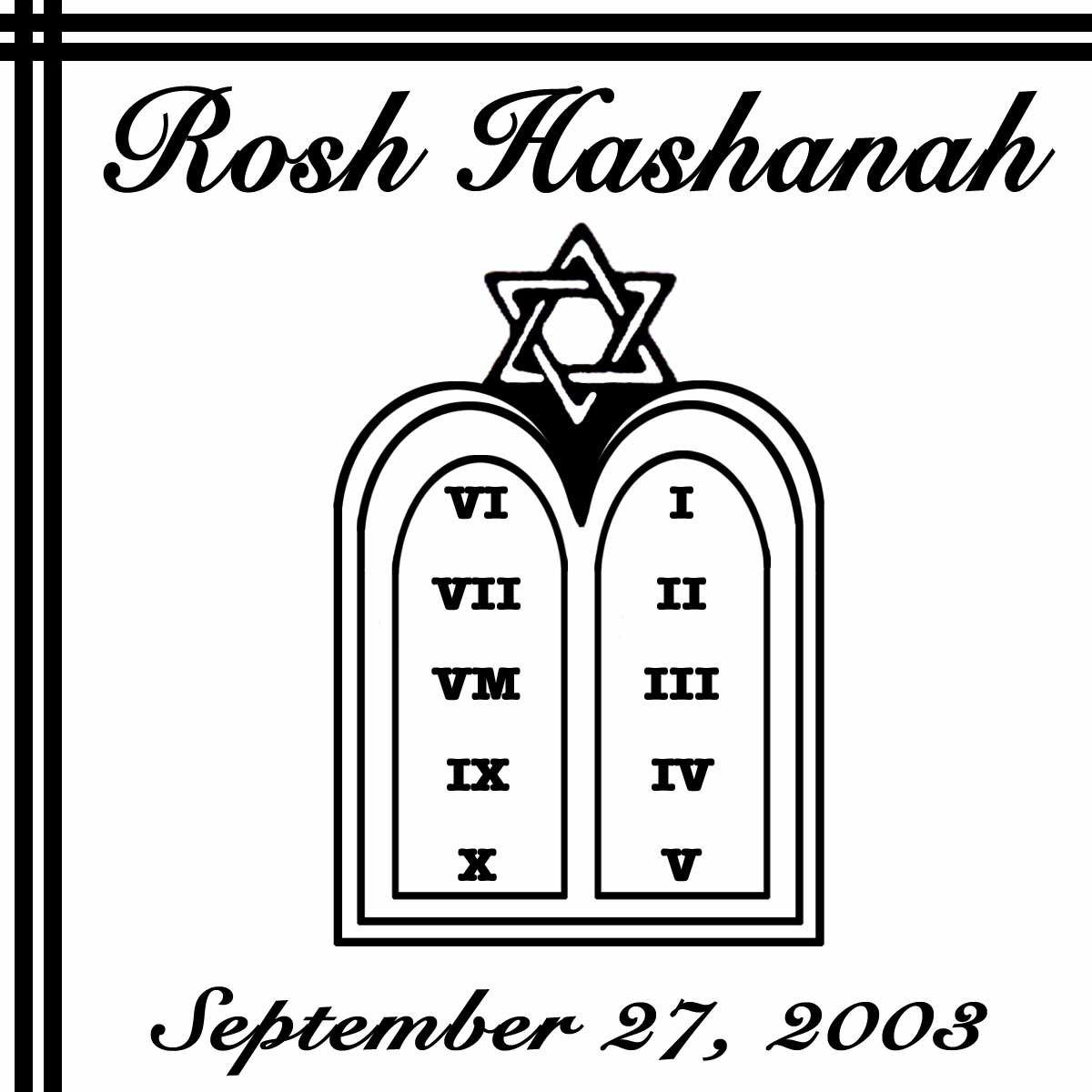
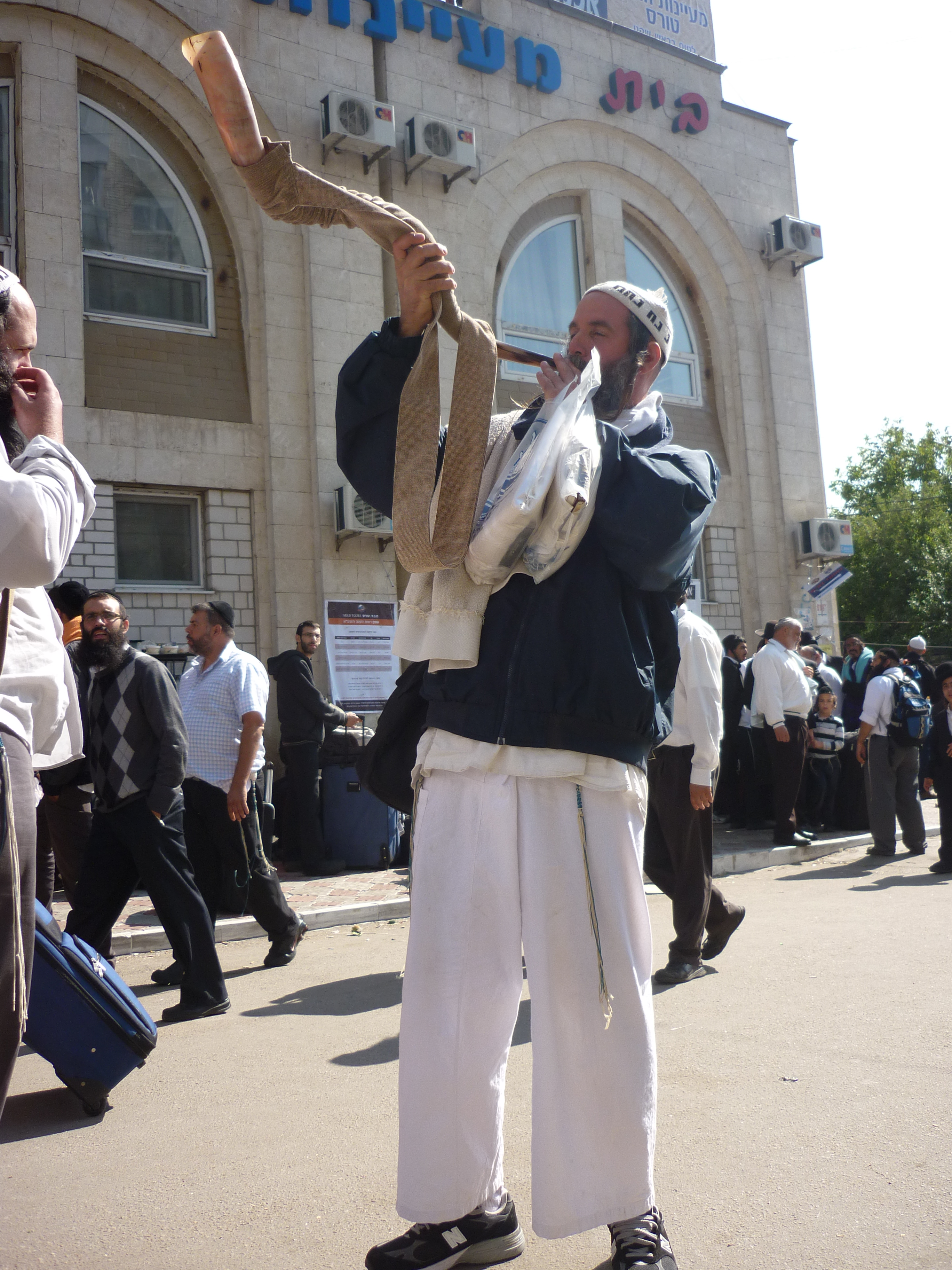
Chassidische jood in Oeman die op de sjofar blaast

## Data
Doordat de gregoriaanse kalender geen gelijke tred houdt met de joodse kalender, valt Rosj Hasjana steeds op verschillende data van de algemene kalender (het joodse jaar staat tussen haakjes aangegeven). Aangezien een dag volgens de Joodse kalender begint met zonsondergang, begint Rosj Hasjana eigenlijk op de avond voor de gegeven data.
- 2025 (5786): di 23 sep 2025

- 2026 (5787): za 12 sep 2026

- 2027 (5788): za 2 okt 2027

- 2028 (5789): do 21 sep 2028

- 2029 (5790): ma 10 sep 2029